# 2014 en catch
Chronologie du catch
- 2013 en catch - 2014 en catch - 2015 en catch

Cet article présente les faits marquants de l'année 2014 en catch.

## Amérique du Nord

### World Wrestling Entertainment(WWE)
| Date         | Titre                                       | Ancien champion                           | Nouveau champion                          | Notes |
| ------------ | ------------------------------------------- | ----------------------------------------- | ----------------------------------------- | --- |
| 26 janvier   | championnat par équipe de la WWE            | Cody Rhodes et Goldust                    | New Age Outlaws (Billy Gunn et Road Dogg) | Au cours du Royal Rumble. |
| 27 février   | championnat de la NXT                       | Bo Dallas                                 | Adrian Neville                            | Dans un match de l'échelle au cours de NXT Arrival. |
| 3 mars       | championnat par équipe de la WWE            | New Age Outlaws (Billy Gunn et Road Dogg) | The Usos (Jey et Jimmy Uso)               | À Raw. |
| 6 avril      | championnat du monde poids-lourds de la WWE | Randy Orton                               | Daniel Bryan                              | Se qualifie pour le match de championnat après sa victoire sur Triple H. Remporte le match de championnat qui implique aussi Batista à WrestleMania XXX. |
| 7 avril      | championnat des divas de la WWE             | A.J. Lee                                  | Paige                                     | Devient la plus jeune championne des divas. |
| 24 avril     | championnat féminin de la NXT               | Paige                                     | Vacant                                    | Son titre est retiré car elle ne peut détenir les deux championnats féminins (celui des divas et celui de la NXT).                                       |
| 4 mai        | championnat intercontinental de la WWE      | Big E                                     | Bad News Barrett                          | À Extreme Rules. |
| 5 mai        | championnat des États-Unis de la WWE        | Dean Ambrose                              | Sheamus                                   | Remporte une bataille royale. |
| 29 mai       | championnat féminin de la NXT               | Vacant                                    | Charlotte                                 | Bat Natalya en finale d'un tournoi à NXT Takeover. |
| 9 juin       | championnat du monde poids-lourds de la WWE | Daniel Bryan                              | Vacant                                    | En raison d'un blessure à la nuque. |
| 29 juin      | championnat du monde poids-lourds de la WWE | Vacant                                    | John Cena                                 | Remporte un match de l'échelle face à sept autres catcheurs.                                                                                             |
| 30 juin      | championnat des divas de la WWE             | Paige                                     | A.J. Lee                                  | A.J. Lee effectue ce soir là son retour |
| 30 juin      | championnat intercontinental de la WWE      | Bad News Barrett                          | Vacant                                    | À la suite d'une blessure à l'épaule. |
| 20 juillet   | championnat intercontinental de la WWE      | Vacant                                    | The Miz                                   | Remporte une bataille royale. |
| 17 août      | championnat intercontinental de la WWE      | The Miz                                   | Dolph Ziggler                             | Au cours de SummerSlam. |
| 17 août      | championnat des divas de la WWE             | A.J. Lee                                  | Paige                                     | Au cours de SummerSlam. |
| 17 août      | championnat du monde poids-lourds de la WWE | John Cena                                 | Brock Lesnar                              | Au cours de SummerSlam. |
| 11 septembre | championnat par équipe de la NXT            | The Ascension (Konnor et Viktor)          | The Lucha Dragons (Kalisto et Sin Cara)   | Au cours de NXT Takeover: Fatal 4 Way. |
| 21 septembre | championnat par équipe de la WWE            | The Usos (Jey et Jimmy Uso)               | Goldust et Stardust                       | À Night of Champions. |
| 21 septembre | championnat intercontinental de la WWE      | Dolph Ziggler                             | The Miz                                   | À Night of Champions. |
| 21 septembre | championnat des divas de la WWE             | Paige                                     | A.J. Lee                                  | Dans un match à trois impliquant Nikki Bella. |
| 22 septembre | championnat intercontinental de la WWE      | The Miz                                   | Dolph Ziggler                             | À Raw |
| 3 novembre   | championnat des États-Unis de la WWE        | Sheamus                                   | Rusev                                     | Devient le premier bulgare à remporter un titre dans cette fédération.                                                                                   |
| 17 novembre  | championnat intercontinental de la WWE      | Dolph Ziggler                             | Luke Harper                               | À Raw. |
| 23 novembre  | championnat par équipe de la WWE            | The Usos                                  | The Miz et Damien Mizdow                  | Au cours des Survivor Series. |
| 23 novembre  | championnat des divas de la WWE             | A.J. Lee                                  | Nikki Bella                               | Au cours des Survivor Series. |
| 11 décembre  | championnat de la NXT                       | Adrian Neville                            | Sami Zayn                                 | Au cours de NXT Takeover: R Evolution. |
| 14 décembre  | championnat intercontinental de la WWE      | Luke Harper                               | Dolph Ziggler                             | Au cours de TLC: Tables, Ladders and Chairs |
| 29 décembre  | championnat par équipe de la WWE            | The Miz et Damien Mizdow                  | The Usos                                  | À Raw |

### Total Nonstop Action Wrestling(TNA)
| Date         | Titre                                       | Ancien champion                          | Nouveau champion                             | Notes |
| ------------ | ------------------------------------------- | ---------------------------------------- | -------------------------------------------- | --- |
| 16 janvier   | championnat féminin des Knockout de la TNA  | Gail Kim                                 | Madison Rayne                                | Au cours de la première soirée de Genesis.                                                                                    |
| 16 janvier   | championnat de la division X de la TNA      | Chris Sabin                              | Austin Aries                                 | Au cours de l'enregistrement de la deuxième soirée de Genesis (diffusé le 23 janvier).                                        |
| 23 février   | championnat du monde par équipe de la TNA   | The BroMans (Jessie Godderz et Robbie E) | The Wolves (Davey Richards et Eddie Edwards) | [ 27 ] |
| 2 mars       | championnat du monde par équipe de la TNA   | The Wolves                               | The BroMans                                  | Au cours d'un spectacle de la Wrestle-1 au Japon dans un match à trois équipes auquel Kaz Hayashi et Shūji Kondō participent. |
| 2 mars       | championnat de la division X de la TNA      | Austin Aries                             | Seiya Sanada                                 | Dans un match simple. |
| 10 avril     | championnat du monde poids-lourds de la TNA | Magnus                                   | Eric Young                                   | Devient challenger après avoir remporté un Gauntlet match plus tôt dans la soirée.                                            |
| 27 avril     | championnat du monde par équipe de la TNA   | The BroMans                              | The Wolves                                   | Au cours de Sacrifice |
| 27 avril     | championnat féminin des Knockout de la TNA  | Madison Rayne                            | Angelina Love                                | Au cours de Sacrifice |
| 19 juin      | championnat du monde poids-lourds de la TNA | Eric Young                               | Bobby Lashley                                | Lashley remporte son premier titre dans cette fédération.                                                                     |
| 20 juin      | championnat féminin des Knockout de la TNA  | Angelina Love                            | Gail Kim                                     | Diffusé le 3 juillet. |
| 20 juin      | championnat de la division X de la TNA      | Seiya Sanada                             | Austin Aries                                 | Diffusé le 10 juillet. |
| 25 juin      | championnat de la division X de la TNA      | Austin Aries                             | Vacant                                       | Rend son titre pour avoir droit à un match pour le championnat poids-lourds à Destination X.                                  |
| 26 juin      | championnat de la division X de la TNA      | Vacant                                   | Samoa Joe                                    | Bat Low Ki et Seiya Sanada au cours de l'enregistrement d'Impact Wrestling du 7 août.                                         |
| 17 septembre | championnat féminin des Knockout de la TNA  | Gail Kim                                 | Havock                                       | Diffusé le 1er octobre. |
| 18 septembre | championnat du monde poids-lourds de la TNA | Bobby Lashley                            | Bobby Roode                                  | Bat Lashley dans un match arbitré par Kurt Angle. Diffusé le 29 octobre.                                                      |
| 19 septembre | championnat du monde par équipe de la TNA   | The Wolves                               | The Revolution (James Storm et Abyss)        | Diffusé le 12 novembre. |
| 19 septembre | championnat féminin des Knockout de la TNA  | Havock                                   | Taryn Terrell                                | Diffusé le 19 novembre. |
| 19 septembre | championnat de la division X de la TNA      | Samoa Joe                                | Vacant                                       | En raison d'une blessure à l'épaule.                                                                                          |
| 19 septembre | championnat de la division X de la TNA      | Vacant                                   | Low Ki                                       | Bat DJ Z, Manik et Tigre Uno. Match diffusé le 19 novembre.                                                                   |

### Ring of Honor(ROH)
| Date        | Titre                                           | Ancien champion                                | Nouveau champion                       | Notes                                                                 |
| ----------- | ----------------------------------------------- | ---------------------------------------------- | -------------------------------------- | --------------------------------------------------------------------- |
| 4 avril     | Championnat du monde de la télévision de la ROH | Tommaso Ciampa                                 | Jay Lethal                             | Lors de Supercard of Honor VIII dans un Two out of Three Falls match. |
| 17 mai      | Championnat du monde par équipe de la ROH       | The Young Bucks (Nick Jackson et Matt Jackson) | reDRagon (Kyle O'Reilly et Bobby Fish) | Dans un match par équipe lors de War of the Worlds 2014.              |
| 22 juin     | Championnat du monde de la ROH                  | Adam Cole                                      | Michael Elgin                          | Lors de Best in the World 2014.                                       |
| 6 septembre | Championnat du monde de la ROH                  | Michael Elgin                                  | Jay Briscoe                            | Lors de All Star Extravaganza VI.                                     |

### Circuit indépendant nord-américain
| Date         | Fédération                                                      | Titre                                              | Ancien champion                                   | Nouveau champion                                                        | Notes |
| ------------ | --------------------------------------------------------------- | -------------------------------------------------- | ------------------------------------------------- | ----------------------------------------------------------------------- | --- |
| 4 janvier    | National Wrestling Alliance Smoky Mountain (NWA Smoky Mountain) | championnat du monde poids-lourds junior de la NWA | Chase Owens                                       | Ricky Morton                                                            | Dans un spectacle organisée par la NWA Smoky Mountain. |
| 11 janvier   | Combat Zone Wrestling (CZW)                                     | championnat Wired de la CZW                        | Alex Colon                                        | Devon Moore                                                             | Au cours de Answering the Challenge |
| 11 janvier   | Combat Zone Wrestling (CZW)                                     | championnat du monde par équipe de la CZW          | BLK OUT (BLK Jeez etRuckus)                       | The Beaver Boys (Alex Reynolds et John Silver)                          | Au cours de Answering the Challenge |
| 24 janvier   | Shine Wrestling (SHINE)                                         | championnat de la SHINE                            | Rain (en)                                         | Ivelisse Vélez                                                          | Au cours de SHINE 16. |
| 25 janvier   | National Wrestling Alliance Houston (NWA Houston)               | championnat du monde féminin de la NWA             | Kacee Carlisle                                    | Barbi Hayden                                                            | Au cours d'un spectacle de la NWA Houston |
| 23 février   | Evolve Wrestling (EVOLVE)                                       | championnat de l'EVOLVE                            | AR Fox                                            | Chris Hero                                                              | Au cours de Way Of The Ronin 2014 organisé par la Dragon Gate USA. |
| 7 mars       | National Wrestling Alliance Smoky Mountain (NWA Smoky Mountain) | championnat du monde poids-lourds junior de la NWA | Ricky Morton                                      | Chase Owens                                                             | Au cours d'un spectacle de la NWA Smoky Mountain. |
| 8 mars       | Combat Zone Wrestling (CZW)                                     | championnat Wired de la CZW                        | Devon Moore                                       | Shane Strickland                                                        | Au cours d'High Stakes 5. |
| 14 mars      | Full Impact Pro (FIP)                                           | championnat Heritage de la FIP                     | Gran Akuma (en)                                   | Lince Dorado                                                            | Au cours d'Everything Burns 2014. |
| 4 avril      | Dragon Gate USA                                                 | championnat Open The Freedom Gate                  | Johnny Gargano                                    | Ricochet                                                                | Au cours d'Open The Ultimate Gate 2014. |
| 27 avril     | Combat Zone Wrestling (CZW)                                     | championnat du monde par équipe de la CZW          | The Beaver Boys (Alex Reynolds et John Silver)    | Juicy Product (David Starr et JT Dunn)                                  | Au cours de To Infinity |
| 10 mai       | Combat Zone Wrestling (CZW)                                     | championnat du monde poids-lourds de la CZW        | Drew Gulak                                        | Biff Busick                                                             | Au cours de Proving Grounds. |
| 23 mai       | Pro Wrestling Guerrilla (PWG)                                   | championnat du monde de la PWG                     | Adam Cole                                         | Kyle O'Reilly                                                           | Dans un match où la victoire ne s'obtient que par K.O ou soumission. |
| 25 mai       | CHIKARA                                                         | grand championnat de la CHIKARA                    | Eddie Kingston                                    | Icarus (en)                                                             | Au cours de You Only Live Twice. |
| 2 juin       | National Wrestling Alliance (Vendetta Pro Wrestling) (NWA)      | championnat du monde poids-lourds de la NWA        | Satoshi Kojima                                    | Rob Conway                                                              | Au cours d'un spectacle organisé pendant le Cauliflower Alley Club (en).                                                                                                  |
| 27 juin      | Shine Wrestling (SHINE)                                         | championnat par équipe de la SHINE                 | The Lucha Sisters (Leva Bates (en) et Mia Yim)    | Legendary (Brandi Wine et Malia Hosaka)                                 | Au cours de SHINE 20. |
| 20 juillet   | Chikara                                                         | Campeonatos de Parejas de la CHIKARA               | Jigsaw (en) et The Shard                          | Dasher Hatfield et Mark Angelosetti (en)                                | Dans un match au meilleur des trois tombés durant The World Is Not Enough                                                                                                 |
| 30 juillet   | Combat Zone Wrestling (CZW)                                     | championnat Wired de la CZW                        | Shane Strickland                                  | Joe Gacy                                                                | Au cours de Dojo Wars VI |
| 8 août       | Evolve Wrestling (EVOLVE)                                       | championnat de l'EVOLVE                            | Chris Hero                                        | Drew Galloway                                                           | Au cours d'EVOLVE 31. |
| 13 août      | Combat Zone Wrestling (CZW)                                     | championnat Wired de la CZW                        | Joe Gacy                                          | Shane Strickland                                                        | Au cours de Dojo Wars VII. |
| 14 septembre | Dragon Gate USA                                                 | championnat Open The United Gate                   | The Bravado Brothers (Harlem et Lancelot Bravado) | The Premier Athlete Brand (Anthony Nese, Caleb Konley et Trent Barreta) | Nese et Konley battent les Bravado Brothers ainsi qu'AR Fox et Rich Swann au cours d'EVOLVE 35.                                                                           |
| 27 septembre | Combat Zone Wrestling (CZW)                                     | championnat du monde par équipe de la CZW          | Juicy Product (David Starr et JT Dunn)            | OI4K (Dave et Jake Crist)                                               | Au cours de Déjà Vu. |
| 3 octobre    | Family Wrestling Entertainment (FWE)                            | championnat par équipe de la FWE                   | The Adrenaline Express (EJ Risk et VSK)           | Tony Nese et Jigsaw (en)                                                | Au cours de ReFeuled Night 1. |
| 4 octobre    | Family Wrestling Entertainment (FWE)                            | championnat féminin de la FWE                      | Maria Kanellis                                    | Ivelisse Vélez                                                          | Au cours de ReFueled Night 2 |
| 4 octobre    | Family Wrestling Entertainment (FWE)                            | championnat féminin de la FWE                      | Ivelisse Vélez                                    | Candice LeRae                                                           | Au cours de ReFueled Night 2 |
| 4 octobre    | Family Wrestling Entertainment (FWE)                            | championnat par équipe de la FWE                   | Tony Nese et Jigsaw                               | Young Bucks (Matt et Nick Jackson)                                      | Dans un Tables, Ladders and Chairs match comprenant aussi The Adrenaline Express et The Addiction (Christopher Daniels et Frankie Kazarian) au cours de ReFueled Night 2. |
| 5 octobre    | Lucha Underground                                               | championnat de la Lucha Underground                | Aucun                                             | Prince Puma                                                             | Remporte un Aztec Warfare match à 20 participants durant l'enregistrement de l'émission du 7 janvier 2015.                                                                |
| 18 octobre   | Combat Zone Wrestling (CZW)                                     | championnat du monde poids-lourds de la CZW        | Biff Busick                                       | Niles Young (Sozio)                                                     | Au cours de Tangled Web 7. |
| 14 novembre  | Full Impact Pro (FIP)                                           | championnat poids-lourds de la FIP                 | Trent Barreta                                     | Rich Swann                                                              | Au cours de la tournée en Chine de la World Wrestling Network, une fédération partenaire.                                                                                 |
| 16 novembre  | SHINE Wrestling (SHINE)                                         | championnat de la SHINE                            | Ivelisse Vélez                                    | Mia Yim                                                                 | Au cours de la tournée en Chine de la World Wrestling Network, une fédération partenaire.                                                                                 |
| 16 novembre  | Dragon Gate USA                                                 | championnat Open the Freedom Gate                  | Ricochet                                          | Johnny Gargano                                                          | Au cours de la tournée en Chine de la World Wrestling Network, une fédération partenaire.                                                                                 |
| 12 décembre  | Pro Wrestling Guerrilla (PWG)                                   | championnat du monde de la PWG                     | Kyle O'Reilly                                     | Roderick Strong                                                         | Au cours de Black Cole Sun |
| 13 décembre  | Combat Zone Wrestling (CZW)                                     | championnat Wired de la CZW                        | Shane Strickland                                  | Joe Gacy                                                                | Au cours de Cage of Death XVI. |
| 13 décembre  | Combat Zone Wrestling (CZW)                                     | championnat poids-lourds de la CZW                 | Sozio                                             | BLK Jeez                                                                | Dans un Cage of Death match comprenant aussi Drew Gulak et Biff Busick.                                                                                                   |

## Janvier
- 4 janvier : À Wrestle Kingdom 8 in Tokyo Dome, Hiroshi Tanahashi remporte le championnat intercontinental IWGP aux dépens de Shinsuke Nakamura. Dans la même soirée, Doc Gallows et Karl Anderson remportent les titres par équipe en battant David Hart Smith et Lance Archer.
- 16 janvier : Lors de Genesis, Madison Rayne bat Gail Kim et remporte le TNA Women's Knockout Championship.
- 17 janvier : Lors de Genesis, Austin Aries remporte le TNA X Division Championship détenu par Chris Sabin.

## Avril
- 4 avril : Lors de Supercard of Honor VIII, Jay Lethal bat Tommaso Ciampa et remporte pour la seconde fois le ROH World Television Championship. Plus tard dans la soirée, Adam Cole bat Jay Briscoe et unifie le ROH World Championship avec le ROH Real World Championship (titre non officiel).
- 5 avril : Lita, Jake "The Snake" Roberts, Mr. T, Paul Bearer, Razor Ramon, Carlos Colón et The Ultimate Warrior ont été intronisés au Temple de la Renommée de la WWE.
- 6 avril : Lors de WrestleMania XXX, Cesaro remporte le André the Giant Memorial Battle Royal. Brock Lesnar bat The Undertaker et met fin à sa série d'invincibilité.
- 6 avril : À Invasion Attack 2014, Shinsuke Nakamura bat Hiroshi Tanahashi et remporte le championnat intercontinental IWGP.
- 27 avril : À Sacrifice, The Wolves battent The BroMans dans un 3-on-2 Handicap No Disqualification match et remportent les TNA World Tag Team Championship. Dans la même soirée, Angelina Love bat Madison Rayne et remporte le TNA Women's Knockout Championship.

## Mai
- 3 mai : À Wrestling Dontaku, A.J. Styles remporte le championnat poids-lourd IWGP en battant Kazuchika Okada[73].
- 17 mai : Les ReDRagon battent The Young Bucks lors de War of the Worlds et remportent les ROH World Tag Team Championship.

## Juin
- 14 juin : Shane Douglas, The Blue Meanie, 2 Cold Scorpio et les Pitbulls (Pitbull#1 et Pitbull#2) entre au Hardcore Hall of Fame[74]
- 19 juin : Lashley remporte son match contre Eric Young et devient pour la première fois champion poids-lourd de la TNA[75].
- 22 juin : Michael Elgin bat Adam Cole lors du main-event de Best in the World et remporte le ROH World Championship.
- 21 juin : À Dominion 6.21, Bad Luck Fale bat Shinsuke Nakamura et remporte le championnat intercontinental IWGP[76].
- 29 juin : Lors de Money in the Bank, Seth Rollins remporte le Money in the Bank 2014 et gagne la mallette pour le WWE World Heavyweight Championship. Dans la même soirée, John Cena bat Alberto Del Rio, Randy Orton, Sheamus, Cesaro, Bray Wyatt, Roman Reigns et Kane et remporte le WWE World Heavyweight Championship.
- 30 juin : AJ Lee remporte le Divas Championship pour la seconde fois en battant Paige[77].

## Juillet
- 20 juillet : The Miz remporte une bataille royale de 20 catcheurs et devient WWE Intercontinental Champion lors de Battleground.

## Octobre
- 29 octobre : Diffusion aux États-Unis du premier épisode de Lucha Underground, une émission mettant en avant les catcheurs de la Asistencia Asesoría y Administración afin de promouvoir la fédération mexicaine[78].

## Novembre
- 24 novembre : Le Wrestling Observer Newsletter annonce que Ray Fabiani (promoteur de catch italien connu pour son travail à Philadelphie), Ricky Morton et Robert Gibson sont de la promotion 2014 de leur Hall of Fame[79].
- 25 novembre : Kevin Sullivan, J.J. Dillon, Bob Kelly, Giant Baba, Ox Baker (en) et Paul George intègrent le Hall of Fame (en) de la National Wrestling Alliance[80].
- 26 novembre : Joe Malcewicz (promoteur à la National Wrestling Alliance San Francisco), Le Grand Gama, Pedro Morales, Whipper Billy Watson (en), Rick Martel, Curt Hennig, Vivian Vachon (en), les Fabulous Freebirds (Michael Hayes, Terry Gordy et Buddy Roberts), Jim Crockett Sr. (en) et Tomomi Tsuruta sont annoncés comme étant membre de la promotion 2015 du Professional Wrestling Hall of Fame and Museum[81]

## Décès en 2014
- 14 janvier : Mae Young, 90 ans[82].
- 18 février : Nelson Frazier, Jr. (alias Big Daddy v, Mabel ou Viscera), 43 ans, à la suite d'une crise cardiaque[83].
- 8 avril : Brian James Hellwig (connu sous le nom de Ultimate Warrior), 54 ans, à la suite d'une crise cardiaque[84].
- 8 septembre : Sean Haire (alias Sean O'Haire), s'est suicidé par pendaison à 43 ans[85].
- 20 octobre : Ox Baker (en), 80 ans[86].
- 30 octobre : Bob Geigel (en), 90 ans[87].
- 6 décembre : David Ferrier (alias Jimmy Del Ray), 52 ans, accident de voiture[88].